# 11499 Дюрас
11499 Дюрас (11499 Duras) — астероїд головного поясу, відкритий 2 вересня 1989 року.
Тіссеранів параметр щодо Юпітера — 3,625.